# Rifargia albolilacea
Rifargia albolilacea är en fjärilsart som beskrevs av Paul Dognin 1914. Rifargia albolilacea ingår i släktet Rifargia och familjen tandspinnare. Inga underarter finns listade.